# Problemskak (terminologi)
Terminologi for problemskak er en indgang til behandling af udtryk og betydninger, som anvendes i forbindelse med det område af skakspillet, som omfatter problemskak og især skakopgaver.
Listen er langt fra fuldstændig, så manglende ord fra dette område bedes indsat som links i den alfabetiske orden nedenfor.

## 0-100
- 0-stilling

## A
- Andernach
- Antiblokade

## B
- Betingelse
- Bevisparti
- Biløsning
- Batteri

## C
- Circe

## D
- Dansk Skakproblem Klub
- Dobbeltpat
- Dobbeltspil
- Dual
- Duplex

## F
- Fantasibrik
- Fordring
- Forførelse
- Frigørelse

## H
- Hjælpemat
- Hjælpeselvmat

## I
- Imitatorbrik
- Indisk tema
- Interferens

## K
- Krydsskak
- Köko

## L
- Løserturnering

## M
- Madrasi
- Matbilleddublering
- Miniature
- Modelmat
- Maksimummer

## N
- Nøgle

## R
- Refleksmat
- Retrograd analyse

## S
- Selvbinding
- Selvfrigørelse
- Selvmat
- semirefleksmat
- Serieopgave
- Skinspil
- Spærring

## T
- Thema Danicum
- Tuxen-tema
- Tvilling

## Z
- Zero-stilling

## Å
| Skak | Spire Denne skakrelaterede artikel er en spire som bør udbygges. Du er velkommen til at hjælpe Wikipedia ved at udvide den. |